# Pitzotla
Pitzotla är en ort i Mexiko.   Den ligger i kommunen Tlanchinol och delstaten Hidalgo, i den sydöstra delen av landet, 190 km norr om huvudstaden Mexico City. Pitzotla ligger 827 meter över havet och antalet invånare är 316.
Terrängen runt Pitzotla är kuperad västerut, men österut är den bergig. Runt Pitzotla är det ganska glesbefolkat, med 48 invånare per kvadratkilometer. Närmaste större samhälle är Tlanchinol, 7,0 km söder om Pitzotla. I omgivningarna runt Pitzotla växer i huvudsak städsegrön lövskog.